# Adriaen Verdoel

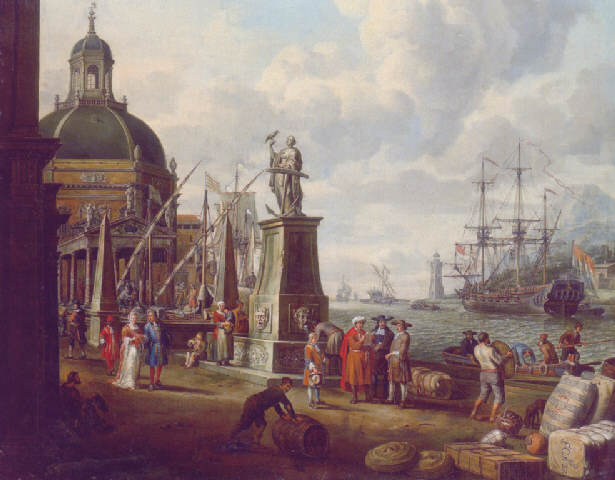
Adriaen Verdoel, Porto del Mediterraneo con mercanti.

Adriaen Verdoel (Flessinga, 1620 c. – Flessinga, 1675) è stato un pittore fiammingo del secolo d'oro olandese.

## Biografia
Secondo Houbraken fu allievo di Rembrandt, anche se alcune fonti dicano che lo fosse stato di Leonard Bramer e Gaspar de Witte. Fu molto ammirato per le sue allegorie storiche, e fu anche un buon poeta, che vinse un premio alla locale Camera di retorica a Flessinga nel 1675.
Secondo RKD fu allievo di Leonard Bramer e Rembrandt, e fu ad Haarlem nel 1649. Ebbe come allievo Jan de Groot.